# Virt László
Virt László (Budapest, 1954. április 23. –) szociológus, szociális munkás, katolikus hittanár.
A 70-es években lakatosként, a 80-as években acélszerkezet-szerkesztő technikusként dolgozott. Főállásban 1994-től nyugdíjba vonulásáig, 2020-ig szociális munkás volt. A Pázmány Péter Katolikus Egyetem Hittudományi Karán, levelező tagozaton katolikus hittanár, az ELTE Szociológiai Intézet (ma Társadalomtudományi Kar) nappali, majd egyéni tanrendű hallgatójaként szociológus és szociálpolitikus végzettségeket szerzett. A főállású munka, illetve az egyetemi tanulmányok mellett 1987 és 2000 között katolikus hittanár volt Budapesten, az albertfalvai Szent Mihály egyházközségben. Márton Áron életének és művének, gondolkodásának kutatója, és a katolikus társadalmi tanítással foglalkozó művei is megjelentek. Foglalkozott szociális térképezéssel, hittanárként pedig az eltérő szocializációs háttérrel rendelkező fiatalok közösségi, egyházközségi integrációját tekintette céljának.
A 70-es évektől húsz éven keresztül járta Erdélyt és családjának származási helyét, Felvidéket. Eközben olyan szellemi fórumokkal is kapcsolatba került, melyek a határon túli magyar létkérdéseket, a 30-as, 40-es évek népi gondolkodásához közel álló szellemben közelítették meg. E fórumok elsősorban a Budapesti Műszaki Egyetem R-klubjában működő Kelet-közép-európai Klub, és az akkori Egyetemi Színpad voltak. Lükő Gábor atyai barátsága komoly inspirációt jelentett számára ahhoz, hogy magáévá tegye a kis népek egymásrautaltságának gondolatát. Erdélyben szoros kapcsolatba került az ottani katolikus egyházzal, és azon keresztül Márton Áron püspök szellemiségével. E kapcsolat hatására lett Márton Áron püspök kutatójává.

## Róla írták
"Fokozatosan nő azoknak a műveknek az értéke, amelyek mögött sokévi tudatos munka, nem csupán a kereslet kielégítésének törekvése áll. Virt László könyve közéjük tartozik, a szerző pedig azok közé, akik a legsötétebb esztendőkben áldozatot és kockázatot vállalva rögzítették az ismereteket, gyűjtötték az adatokat, holott emberileg nem volt esély a könyv valahai megjelentetésére. ... Jóllehet némelyik történeti elemzése céhbeli történészeket megszégyenítően alapos és találó, Virt nem tartja magát történésznek. Módszere valóban nem történetírói. Írásos forrásokat alig használ, legfőbb adatbázisa a túlélő szereplők emlékezete. ... Virt László mellőzi a gyakorinak mondható pátoszos méltatást. A megrendítő sorsok szigorúan tényszerű és egyszerű szavakkal történő bemutatása így is maradéktalanul drámai hatást kelt."
"A szerző igen színvonalasan oldja meg azt a feladatot, hogy a történeti folyamatok eredményeként elemezze a jelenkor városi társadalmának szerkezetét, a térbeli és társadalmi elkülönülés okait és jellegzetességeit."
"Mindössze egyetlen angol és egy magyar művel találkoztam, amely a rendkívül eleven romániai vallásosságra felfigyelt. Az utóbbi a legalapvetőbb tényt is kimondta. Azt, hogy Európában Lengyelország mellett Románia a legvallásosabb ország, amelyet a modernizáció és a pártállami egyházüldözés kombinációjával kiváltott elvallástalanodás jóformán nem érintett. ... Virt László tanulmánya az ország és egyházai megfigyelésére épül, valamint annak vizsgálatára, hogyan viselkedett a katolikus egyház a diktatúra évtizedei alatt. Az ő megállapítása összegző ráérzés."
"A szerző évtizedeken át kutatta, gyűjtötte a Márton Áron munkálkodásáról valló dokumentumokat. Erdélyt járó hátizsákos turistaként Márton Áron nyomdokain járva felkereste azokat a személyeket, akik hiteles beszámolóikkal, személyes élményeikkel egészítették ki az életrajz homályos pontjait. Ez a kitartó gyűjtőmunka szerencsésen párosult a szerző világos és plasztikus stílusával, keresztény felfogásával, amelynek kiformálódása Márton Áron szellemi hatásának is köszönhető. Virt László élet-, jellem-és eszmerajz mellett remekül ábrázolja a kort, amely keretet és terepet nyújtott választott hőse munkálkodásához. A diktatúrák és nacionalizmusok XX. századi szorításában élő hívő ember aktív felelősségvállalását, a választott keresztény értékek megalkuvások nélküli képviseletét példázza Márton Áron élete."
"Nem erdélyi, nem székely, hanem egy anyaországi fiatalember lelkesedése hozta meg az első igazi életrajzot."
"Virt Lászlót eddig Márton Áron kutatójaként és tisztelőjeként ismerhettük elsősorban. Itt sem tagadja meg önmagát: Mindszenty legfőbb alternatíváját az erdélyi püspökben mutatja föl. ... Nem azonosul sem a gyűlölködő elutasítás, sem a kritikátlan rajongás táborával. ... kérdésfeltevései a sajátjához hasonlóan érett felfogás és elkötelezettség kimunkálására késztetik a vélelmezhető ellentábor képviselőit."
"Gyermekkoromban Virt László egy olyan hittanos csoportot indított, ahol vegyítette a vallásos, és ateista családból érkező fiatalokat. Ezt a vegyes társaságot közösségbe szervezte, és egészen fiatal felnőtt korunkig tanított, terelgetett bennünket. Emlékszem, szabadon kérdezhettem tőle gyakorlatilag bármiről, ami az akkori érdeklődő-lázadó lelkemnek nagyon jót tett. Távolról azóta is követi karrieremet. Egyszer, amikor már országos televízióban dolgoztam, azt írta rólam: 'Andrea már fiatalon is ugyanilyen volt,. Azt mondta, amit gondolt, és azt tette, amit mondott. Ez az evangélium.' Mindig arra tanított, hogy ne formalitásokban, ne üres gyakorlatokban éljem a hitemet, hanem a mindennapokban."
"A napokban jött ki a nyomdából Virt László Charta-társunk új könyve: A demokrácia szolgálatában címmel. ... Hogy Virt könyvében kik állnak a demokrácia szolgálatában, elárulja az alcím: Párhuzamok Bibó István és Márton Áron gondolkodásában. Nem ez az első kötet, amit a szerző Márton Áronnak szentel és nem az első, amelyben jeles emberek között szellemi párhuzamokat keres. Kellett némi merészség, vagy épp alapos tárgyi tudás ahhoz, hogy a szerző két olyan ember gondolkodásában keresse a párhuzamokat, akik nem ismerték egymást személyesen, nem egy valláshoz tartoztak, és távol is éltek egymástól. A könyv meggyőz arról, hogy jogos volt a témaválasztás."

## Művei
- Katolikus kisebbség Erdélyben. Egyházfórum könyvei, Budapest-Luzern, 1991.
- Katolikus társadalmi alapértékek. Rendszerező szociálteológia. Országos Lelkipásztori Intézet, Budapest, 1999.
- Albertfalva társadalma. Területi-társadalmi egyenlőtlenségek. Albertfalvi Keresztény Társas kör, Budapest-Albertfalva, 1999.
- Égtájak metszéspontja. (Esszék, kritikák) Accordia Kiadó, Budapest, 2000.
- Nyitott szívvel. Márton Áron erdélyi püspök élete és eszméi. (Nagymonográfia) Teleki László Alapítvány, Budapest, 2002.
- Van értelme! Kálvária lélegeztető géppel. Új Ember Kiadó, 2005.
- Márton Áron az evangéliumi életalakító. Tortoma Kiadó, Barót, 2016.
- Mindszenty és alternatívái. Napkút Kiadó, Budapest, 2016.
- Magyar nevelés, népi gondolat. Adalék a huszadik századi magyar szellemtörténet egy fejezetéhez. (Karácsony Sándor, Kodály Zoltán, Márton Áron és Németh László eszmei összefüggései.) Muravidék Baráti Kör Kulturális Egyesület, Pilisvörösvár, 2017.
- Világszegénység és katolikus társadalmi tanítás. Kairosz Kiadó, Budapest, 2017.
- A Nyugat peremén. Kritikai társadalomszemlélet Márton Áron gondolkodásában. Pro-Print Kiadó, Csíkszereda, 2020.
- "Vállalta gyengeségünket." (Mt. 8,17) Személyiségrajz Márton Áronról. Pro-Print Kiadó, Csíkszereda, 2021.
- A demokrácia szolgálatában. Párhuzamok Bibó István és Márton Áron gondolkodásában. Muravidék Baráti Kör Kulturális Egyesület, Pilisvörösvár, 2021.
- Konzervatív megújulás - Márton Áronnal. Muravidék Baráti Kör Kulturális Egyesület. Pilisvörösvár, 2023.
- Az ősegyház társadalmi léte. Pro-Print Könyvkiadó, Csíkszereda, 2024.
- Duna-völgyi történetek. Családunk XX. századi történeteiből. Muravidék Baráti Kör Kulturális Egyesület, Pilisvörösvár, 2025.

A következő öt cím ugyanannak a szövegnek a különböző nyelvű kiadásait jelenti az olasz Velar Kiadónál:
- Márton Áron püspök. "Az Úr legigazabb szolgája."  Editrice Velar, 2016.
- Il Vescovo Áron Márton. "L' integerrimo servo del Signore" Editrice Velar, 2016.
- Bishop Áron Márton. "God's Most Upright Servant."  Editrice Velar, 2016.
- Bischof Márton Áron. "Des Herrn aufrichtigster Diener." Editrice Velar, 2017.
- Episcopul Márton Áron. "Cel mai drept slujitor al Domnului." Editrice Velar, 2018.

### Szerkesztett kötetek
- Márton Áron a lelkiismeret apostola. Ecclesia, Budapest, 1988. (Bevezető tanulmánya azonos a Katolikus Szemle 1985.4. számában megjelent szöveggel.)
- Márton Áron breviárium. Kairosz Kiadó, Budapest,2009.

### Az általa tíz legfontosabbnak tartott tanulmánya folyóiratokból, kötetekből
- Márton Áron a lelkiismeret apostola. Katolikus Szemle (Róma) 1985.4. Szamizdat nyomdában "Róma" megjelöléssel Budapest, 1986.
- Magyar egyház merre tartasz? Magyar Füzetek 18. Párizs, 1987.
- Minőség és életelv - Németh László műveiben. Új Forrás, Tatabánya, 1993.8.
- A faluszociológiától a falurombolásig. Válasz Évkönyv, 1989.
- Dimitrie Gusti szociológiai módszere. (A szerző Égtájak metszéspontja c. kötetéből. A szöveg 1993-ban készült.)
- Párhuzamos tanúságtételek. Esterházy János és Márton Áron. Közli: Ecce sacerdos magnus. Tanulmányok Márton Áron püspökké szentelésének 75. évfordulójára. Szent István Társulat - Verbum Keresztény Kulturális Egyesület, Budapest-Kolozsvár, 2014.
- A katolikus autonómia két magyar apostola (Prohászka Ottokár és Shvoy Lajos) Studia Theologica Transsylvaniensia 18/1. Kolozsvár-Gyulafehérvár 2015.
- A materializmus két formájának bírálata. Adalék Márton Áron világnézetéhez. Studia Theologica Transsylvaniensia 19/1. Kolozsvár-Gyulafehérvár 2016.
- Mennyire liberális a demokrácia? Valóság, 2016.5.
- Házasság, család, nevelés a 20. századi magyar klasszikusok tükrében. Közli: Testben élünk, Verbum, Kolozsvár, 2016. (A szöveg a szlovákiai Komárom városmissziójának egy előadása volt 2015. október 17-én.)